# Llista de monuments de Maçanet de Cabrenys
Llista de monuments de Maçanet de Cabrenys inclosos en l'Inventari del Patrimoni Arquitectònic Català per al municipi de Maçanet de Cabrenys (Alt Empordà). Inclou els inscrits en el Registre de Béns Culturals d'Interès Nacional (BCIN) amb la classificació de monuments històrics i els Béns Culturals d'Interès Local (BCIL) de caràcter arquitectònic.
| Monument                                                  | Protecció    | Estil/època                            | Localització                                                                          | Coordenades                                          | Codi?         | Imatge |
| --------------------------------------------------------- | ------------ | -------------------------------------- | ------------------------------------------------------------------------------------- | ---------------------------------------------------- | ------------- | --- |
| Murs de defensa                                           | BCIN 1004-MH | Obra popular XIV-XV                    | Maçanet de Cabrenys Al voltant de la pl. del Castell                                  | 42° 23′ 10″ N, 2° 44′ 50″ E / 42.386035°N,2.747228°E | RI-51-0005948 | Murs de defensa (Maçanet de Cabrenys) · Vegeu més fotos d'aquest monument · Carregueu una nova foto d'aquest monument                      |
| Castell de Cabrera                                        | BCIN 1005-MH | Obra popular XI-XII                    | Maçanet de Cabrenys Al nord-est del poble                                             | 42° 24′ 27″ N, 2° 46′ 24″ E / 42.407402°N,2.773213°E | RI-51-0005949 | Castell de Cabrera (Maçanet de Cabrenys) · Vegeu més fotos d'aquest monument · Carregueu una nova foto d'aquest monument                   |
| Església de Sant Martí                                    | BCIL 1998    | Romànic, obra popular XIII, XVIII      | Maçanet de Cabrenys Pl. del Castell                                                   | 42° 23′ 10″ N, 2° 44′ 52″ E / 42.386152°N,2.747826°E | IPA-19871     | Església de Sant Martí (Maçanet de Cabrenys) · Vegeu més fotos d'aquest monument · Carregueu una nova foto d'aquest monument               |
| Ca n'Olivet                                               |              | Obra popular XVIII                     | Maçanet de Cabrenys Pl. del Castell, 4                                                | 42° 23′ 09″ N, 2° 44′ 51″ E / 42.385917°N,2.747608°E | IPA-19874     | Ca n'Olivet (Maçanet de Cabrenys) · Vegeu més fotos d'aquest monument · Carregueu una nova foto d'aquest monument                          |
| Casa al carrer del Castell, 10                            |              | Obra popular XVII                      | Maçanet de Cabrenys Pl. del Castell, 10                                               | 42° 23′ 11″ N, 2° 44′ 51″ E / 42.386291°N,2.747631°E | IPA-19875     | Carregueu una nova foto d'aquest monument                                                                                                  |
| Casa al carrer del Castell, 12                            |              | Obra popular XVII, XVIII               | Maçanet de Cabrenys Pl. del Castell, 12                                               | 42° 23′ 11″ N, 2° 44′ 52″ E / 42.386323°N,2.747813°E | IPA-19876     | Casa al carrer del Castell, 12 (Maçanet de Cabrenys) · Vegeu més fotos d'aquest monument · Carregueu una nova foto d'aquest monument       |
| Can Duran                                                 |              | Eclecticisme, Obra popular XIX, XX     | Maçanet de Cabrenys Pl. del Castell, 15                                               | 42° 23′ 10″ N, 2° 44′ 53″ E / 42.386224°N,2.748026°E | IPA-19877     | Can Duran (Maçanet de Cabrenys) · Vegeu més fotos d'aquest monument · Carregueu una nova foto d'aquest monument                            |
| Tipologia del carrer de la Plaça                          |              | Obra popular XVIII                     | Maçanet de Cabrenys C. de la Plaça                                                    | 42° 23′ 09″ N, 2° 44′ 54″ E / 42.385721°N,2.748411°E | IPA-19878     | Tipologia del carrer de la Plaça (Maçanet de Cabrenys) · Vegeu més fotos d'aquest monument · Carregueu una nova foto d'aquest monument     |
| Ca la Pilar Mestre                                        |              | Obra popular XVIII                     | Maçanet de Cabrenys Pl. de la Plaça                                                   | 42° 23′ 08″ N, 2° 44′ 54″ E / 42.385563°N,2.748436°E | IPA-19879     | Carregueu una nova foto d'aquest monument                                                                                                  |
| Cal Rei                                                   |              | Obra popular XVII                      | Maçanet de Cabrenys C. Sant Sebastià, 22                                              | 42° 23′ 11″ N, 2° 45′ 03″ E / 42.386523°N,2.750904°E | IPA-19880     | Carregueu una nova foto d'aquest monument                                                                                                  |
| La Unió Maçanenca, edifici de la Societat Maçanetense     | BCIL 1998    | Modernisme, eclecticisme 1906          | Maçanet de Cabrenys Pl. de la Vila                                                    | 42° 23′ 09″ N, 2° 44′ 53″ E / 42.385783°N,2.747949°E | IPA-19881     | La Unió Maçanenca (Maçanet de Cabrenys) · Vegeu més fotos d'aquest monument · Carregueu una nova foto d'aquest monument                    |
| Can Vidal                                                 |              | Eclecticisme XIX Final                 | Maçanet de Cabrenys Pl. de la Vila                                                    | 42° 23′ 10″ N, 2° 44′ 54″ E / 42.386027°N,2.748319°E | IPA-19882     | Carregueu una nova foto d'aquest monument                                                                                                  |
| Can Molar                                                 |              | Eclecticisme XX                        | Maçanet de Cabrenys Pl. de la Vila, 7                                                 | 42° 23′ 09″ N, 2° 44′ 52″ E / 42.385796°N,2.747779°E | IPA-19883     | Can Molar (Maçanet de Cabrenys) · Vegeu més fotos d'aquest monument · Carregueu una nova foto d'aquest monument                            |
| Les Casotes                                               | BCIL 1998    | Obra popular XVIII                     | Maçanet de Cabrenys A 2,5 km al nord-est del poble                                    | 42° 23′ 38″ N, 2° 45′ 10″ E / 42.394025°N,2.752782°E | IPA-19884     | Carregueu una nova foto d'aquest monument                                                                                                  |
| Mas la Costa de Baix                                      | BCIL 1998    | Obra popular XVII                      | Maçanet de Cabrenys A 1,3 km a ponent del poble                                       | 42° 23′ 38″ N, 2° 45′ 10″ E / 42.394025°N,2.752782°E | IPA-19885     | Carregueu una nova foto d'aquest monument                                                                                                  |
| Can Duc                                                   | BCIL 1998    | Obra popular XVI-XVII                  | Maçanet de Cabrenys A 4 km a migdia del poble                                         | 42° 23′ 16″ N, 2° 44′ 08″ E / 42.387768°N,2.735641°E | IPA-19886     | Carregueu una nova foto d'aquest monument                                                                                                  |
| Mas Lleona, o Mas Llaona                                  | BCIL 1998    | Obra popular XVIII                     | Maçanet de Cabrenys A 2 km a llevant del poble                                        | 42° 23′ 31″ N, 2° 46′ 12″ E / 42.391854°N,2.769982°E | IPA-19887     | Carregueu una nova foto d'aquest monument                                                                                                  |
| Mas Saguer                                                | BCIL 1998    | Obra popular XVIII                     | Maçanet de Cabrenys A 1 km nord-oest del poble                                        | 42° 23′ 32″ N, 2° 44′ 34″ E / 42.392098°N,2.742766°E | IPA-19888     | Carregueu una nova foto d'aquest monument                                                                                                  |
| Ermita de Sant Andreu d'Oliveda                           | BCIL 1998    | Romànic XII, XVII-XVIII                | Maçanet de Cabrenys A 2,5 km al sud del poble                                         | 42° 21′ 54″ N, 2° 45′ 15″ E / 42.365123°N,2.754177°E | IPA-19889     | Carregueu una nova foto d'aquest monument                                                                                                  |
| Mas Vinyes o Viñas                                        | BCIL 1998    | Obra popular XVII, XVIII               | Maçanet de Cabrenys A 2,2 km a llevant del poble                                      | 42° 23′ 36″ N, 2° 46′ 19″ E / 42.393376°N,2.772018°E | IPA-19890     | Carregueu una nova foto d'aquest monument                                                                                                  |
| Església de Sant Briç de Tapis, o Sant Brici de Tàpies    | BCIL 1998    | Preromànic, obra popular X, XVII-XVIII | Maçanet de Cabrenys Veïnat de Tapis                                                   | 42° 22′ 49″ N, 2° 42′ 05″ E / 42.380335°N,2.701277°E | IPA-19891     | Església de Sant Briç de Tapis (Maçanet de Cabrenys) · Vegeu més fotos d'aquest monument · Carregueu una nova foto d'aquest monument       |
| Pont del Mas Sagué                                        |              | Obra popular XVII                      | Maçanet de Cabrenys A uns 10 minuts al nord del poble                                 | 42° 23′ 26″ N, 2° 44′ 38″ E / 42.390493°N,2.743970°E | IPA-20475     | Carregueu una nova foto d'aquest monument                                                                                                  |
| Pont de Maçanet de Cabrenys                               |              | Obra popular XIX                       | Maçanet de Cabrenys C. Casanova                                                       | 42° 23′ 06″ N, 2° 45′ 18″ E / 42.385077°N,2.754870°E | IPA-20476     | Carregueu una nova foto d'aquest monument                                                                                                  |
| Pont de Tapis o Pont d'Arnera                             |              | Obra popular XIX                       | Maçanet de Cabrenys Antic camí de Tapis, sobre el riu d'Arnera                        | 42° 22′ 57″ N, 2° 42′ 57″ E / 42.382488°N,2.715850°E | IPA-20477     | Carregueu una nova foto d'aquest monument                                                                                                  |
| Pont de Maçanet de Cabrenys II, o Pont de Can Poquet      |              | Obra popular XVII                      | Maçanet de Cabrenys Camí antic del Cementiri, sobre la ribera de l'Ardenya            | 42° 23′ 16″ N, 2° 45′ 05″ E / 42.387767°N,2.751458°E | IPA-20478     | Carregueu una nova foto d'aquest monument                                                                                                  |
| Pont de Maçanet de Cabrenys III                           |              | Obra popular XIX                       | Maçanet de Cabrenys A la sortida, camí de Tapis                                       | 42° 23′ 09″ N, 2° 44′ 50″ E / 42.385858°N,2.747177°E | IPA-20479     | Carregueu una nova foto d'aquest monument                                                                                                  |
| Pont de la carretera de Maçanet a Darnius                 |              | Obra popular XIX                       | Maçanet de Cabrenys Ctra. GI-503, km 10, sobre la riera d'Ardenya                     | 42° 23′ 09″ N, 2° 45′ 15″ E / 42.385950°N,2.754247°E | IPA-38199     | Carregueu una nova foto d'aquest monument                                                                                                  |
| Restes del martinet de la Cardona, o martinet d'en Saguer |              | Obra popular XVII                      | Maçanet de Cabrenys A tocar la riera de la Fraussa, al costat del mas la Cardona      | 42° 23′ 04″ N, 2° 44′ 56″ E / 42.384515°N,2.748811°E | IPA-38372     | Carregueu una nova foto d'aquest monument                                                                                                  |
| Fort de Maçanet, o Torre de l'Hospital                    |              | Obra popular XVIII                     | Maçanet de Cabrenys C. de les Dòmines                                                 | 42° 23′ 06″ N, 2° 44′ 58″ E / 42.384917°N,2.749465°E | IPA-38726     | Fort de Maçanet (Maçanet de Cabrenys) · Vegeu més fotos d'aquest monument · Carregueu una nova foto d'aquest monument                      |
| Pont del carrer de la Plaça                               | BCIL 1998    | Obra popular XVI-XVIII                 | Maçanet de Cabrenys C. de la Plaça                                                    | 42° 23′ 08″ N, 2° 44′ 55″ E / 42.385658°N,2.748490°E | IPA-38727     | Carregueu una nova foto d'aquest monument                                                                                                  |
| Can Grau                                                  | BCIL 1998    | Obra popular XVIII                     | Maçanet de Cabrenys A 3 km a llevant del poble                                        | 42° 23′ 11″ N, 2° 47′ 08″ E / 42.386413°N,2.785577°E | IPA-38728     | Carregueu una nova foto d'aquest monument                                                                                                  |
| Mas Sunyer                                                | BCIL 1998    | Obra popular XVIII                     | Maçanet de Cabrenys A 2,5 km a llevant del poble                                      | 42° 23′ 11″ N, 2° 47′ 08″ E / 42.386413°N,2.785577°E | IPA-38729     | Carregueu una nova foto d'aquest monument                                                                                                  |
| Cal Racala                                                |              | Obra popular XVIII                     | Maçanet de Cabrenys C. Borriana 14                                                    | 42° 23′ 12″ N, 2° 44′ 55″ E / 42.386739°N,2.748668°E | IPA-38730     | Carregueu una nova foto d'aquest monument                                                                                                  |
| Mas Can Coll                                              | BCIL 1998    | Obra popular XVIII                     | Maçanet de Cabrenys Urbanització Font del Coll                                        | 42° 23′ 02″ N, 2° 45′ 34″ E / 42.383792°N,2.759322°E | IPA-38731     | Carregueu una nova foto d'aquest monument                                                                                                  |
| Can Mitjavila, o Ca la Sila                               |              | XVIII                                  | Maçanet de Cabrenys C. de la Vajol, 5                                                 | 42° 23′ 13″ N, 2° 45′ 03″ E / 42.386944°N,2.750897°E | IPA-38732     | Carregueu una nova foto d'aquest monument                                                                                                  |
| Can Roger, o Hotel Pirineus                               |              | Obra popular XVII                      | Maçanet de Cabrenys C. la Vajol 10                                                    | 42° 23′ 11″ N, 2° 44′ 56″ E / 42.386269°N,2.748785°E | IPA-38733     | Carregueu una nova foto d'aquest monument                                                                                                  |
| Can Sabarrés                                              | BCIL 1998    | Obra popular XVII-XVIII                | Maçanet de Cabrenys A 2 km al sud-est del poble                                       | 42° 22′ 42″ N, 2° 42′ 39″ E / 42.378423°N,2.710699°E | IPA-38734     | Carregueu una nova foto d'aquest monument                                                                                                  |
| Can Saguer                                                |              | Eclecticisme XIX Final                 | Maçanet de Cabrenys C. Sant Sebastià                                                  | 42° 23′ 11″ N, 2° 45′ 00″ E / 42.386453°N,2.749896°E | IPA-38735     | Carregueu una nova foto d'aquest monument                                                                                                  |
| Can Xacó                                                  |              | Obra popular XVIII                     | Maçanet de Cabrenys C. Sant Sebastià, 2                                               | 42° 23′ 11″ N, 2° 44′ 58″ E / 42.386394°N,2.749356°E | IPA-38736     | Can Xacó (Maçanet de Cabrenys) · Vegeu més fotos d'aquest monument · Carregueu una nova foto d'aquest monument                             |
| La Cardona, o Can Cardona                                 |              | Obra popular XVIII                     | Maçanet de Cabrenys Carrer de la Cardona                                              | 42° 23′ 02″ N, 2° 44′ 56″ E / 42.384021°N,2.748935°E | IPA-38737     | La Cardona (Maçanet de Cabrenys) · Vegeu més fotos d'aquest monument · Carregueu una nova foto d'aquest monument                           |
| La Maça d'en Rotllan                                      |              | Obra popular XIX                       | Maçanet de Cabrenys Pl. de la Vila                                                    | 42° 23′ 09″ N, 2° 44′ 53″ E / 42.385918°N,2.748022°E | IPA-38738     | La Maça d'en Rotllan (Maçanet de Cabrenys) · Vegeu més fotos d'aquest monument · Carregueu una nova foto d'aquest monument                 |
| Rectoria                                                  |              | Obra popular XVIII                     | Maçanet de Cabrenys C. Borriana                                                       | 42° 23′ 14″ N, 2° 44′ 53″ E / 42.387125°N,2.748017°E | IPA-38739     | Carregueu una nova foto d'aquest monument                                                                                                  |
| Plaça Josep Irla                                          |              | Obra popular XVIII                     | Maçanet de Cabrenys Pl. Josep Irla                                                    | 42° 23′ 07″ N, 2° 44′ 58″ E / 42.385309°N,2.749382°E | IPA-38740     | Carregueu una nova foto d'aquest monument                                                                                                  |
| Mas Can Cardona                                           | BCIL 1998    | Obra popular XVIII                     | Maçanet de Cabrenys A 2,4 km al sud-oest del poble                                    | 42° 22′ 04″ N, 2° 44′ 03″ E / 42.367640°N,2.734028°E | IPA-38741     | Carregueu una nova foto d'aquest monument                                                                                                  |
| Església de Sant Sebastià                                 | BCIL 1998    | Obra popular XVIII                     | Maçanet de Cabrenys C. Llarg                                                          | 42° 23′ 12″ N, 2° 45′ 06″ E / 42.386759°N,2.751532°E | IPA-38742     | Església de Sant Sebastià (Maçanet de Cabrenys) · Vegeu més fotos d'aquest monument · Carregueu una nova foto d'aquest monument            |
| Església de Sant Miquel de Fontfreda                      | BCIL 1998    | Romànic XII-XIII                       | Maçanet de Cabrenys Veïnat de Fontfreda                                               | 42° 20′ 55″ N, 2° 44′ 13″ E / 42.348689°N,2.736912°E | IPA-38743     | Església de Sant Miquel de Fontfreda (Maçanet de Cabrenys) · Vegeu més fotos d'aquest monument · Carregueu una nova foto d'aquest monument |
| Sant Pere dels Vilars                                     |              | Preromànic, obra popular X, XVI        | Maçanet de Cabrenys Veïnat del Vilars                                                 | 42° 22′ 03″ N, 2° 43′ 46″ E / 42.367570°N,2.729353°E | IPA-38744     | Carregueu una nova foto d'aquest monument                                                                                                  |
| Can Pericot                                               | BCIL 1998    | Obra popular XVII                      | Maçanet de Cabrenys A 4,5 km a migdia del poble                                       | 42° 20′ 40″ N, 2° 44′ 21″ E / 42.344551°N,2.739084°E | IPA-38745     | Carregueu una nova foto d'aquest monument                                                                                                  |
| Can Salabert                                              | BCIL 1998    | Obra popular XVII                      | Maçanet de Cabrenys Al sud del nucli urbà, paratge dels boscos del Roquet             | 42° 22′ 08″ N, 2° 45′ 23″ E / 42.368802°N,2.756327°E | IPA-38746     | Carregueu una nova foto d'aquest monument                                                                                                  |
| Molí de l'Olivet                                          | BCIL 1998    | Obra popular XVI                       | Maçanet de Cabrenys A 1 km al sud del poble                                           | 42° 22′ 50″ N, 2° 44′ 25″ E / 42.380502°N,2.740363°E | IPA-38747     | Carregueu una nova foto d'aquest monument                                                                                                  |
| Molí d'en Robert                                          |              | Obra popular XIV                       | Maçanet de Cabrenys A 2,5 km al sud-est del poble                                     | 42° 22′ 04″ N, 2° 46′ 02″ E / 42.367708°N,2.767201°E | IPA-38748     | Carregueu una nova foto d'aquest monument                                                                                                  |
| Santuari de les Salines                                   | BCIL 1998    | Romànic, obra popular XII, XVII, XX    | Maçanet de Cabrenys A 4 km del poble                                                  | 42° 25′ 15″ N, 2° 44′ 56″ E / 42.420908°N,2.748894°E | IPA-38749     | Santuari de les Salines (Maçanet de Cabrenys) · Vegeu més fotos d'aquest monument · Carregueu una nova foto d'aquest monument              |
| Mas el Bach                                               | BCIL 1998    | Obra popular XVIII                     | Maçanet de Cabrenys A 3,7 km al sud-oest del poble                                    | 42° 21′ 49″ N, 2° 42′ 26″ E / 42.363685°N,2.707297°E | IPA-38750     | Carregueu una nova foto d'aquest monument                                                                                                  |
| Mas Olivet                                                | BCIL 1998    | Obra popular XVIII                     | Maçanet de Cabrenys A 1 km al sud-oest del poble                                      | 42° 22′ 50″ N, 2° 44′ 25″ E / 42.380497°N,2.740387°E | IPA-38751     | Carregueu una nova foto d'aquest monument                                                                                                  |
| Casa Forestal                                             |              | Obra popular XX                        | Maçanet de Cabrenys A 3 km a tramuntana del poble                                     | 42° 24′ 42″ N, 2° 45′ 00″ E / 42.411689°N,2.749939°E | IPA-38762     | Carregueu una nova foto d'aquest monument                                                                                                  |
| Mas Duran                                                 | BCIL 1998    | Obra popular XVIII                     | Maçanet de Cabrenys A 2,5 km al sud-oest del poble                                    | 42° 22′ 15″ N, 2° 43′ 45″ E / 42.370876°N,2.729247°E | IPA-38872     | Carregueu una nova foto d'aquest monument                                                                                                  |
| Casa al carrer Borriana, 7                                |              | Obra popular XVIII                     | Maçanet de Cabrenys C. Borriana, 7                                                    | 42° 23′ 11″ N, 2° 44′ 54″ E / 42.386360°N,2.748412°E | IPA-39184     | Carregueu una nova foto d'aquest monument                                                                                                  |
| Molins de la Vila, o Can Barris del Pont                  |              | Obra popular XVII                      | Maçanet de Cabrenys C. de la Pujada de Can Barris                                     | 42° 23′ 10″ N, 2° 44′ 49″ E / 42.386143°N,2.747031°E | IPA-39185     | Carregueu una nova foto d'aquest monument                                                                                                  |
| Molí d'en Costa, o Molí del mas de la Riba, la Casanova   |              | Obra popular XVII                      | Maçanet de Cabrenys C. del Molí                                                       | 42° 23′ 03″ N, 2° 45′ 15″ E / 42.384119°N,2.754261°E | IPA-39186     | Carregueu una nova foto d'aquest monument                                                                                                  |
| Molí d'en Paris, o Molí d'en Peris                        |              | Obra popular XVII                      | Maçanet de Cabrenys Marge esquerre de la riera d'Ardenya, prop del pont de can Poquet | 42° 23′ 03″ N, 2° 45′ 15″ E / 42.384119°N,2.754261°E | IPA-39187     | Carregueu una nova foto d'aquest monument                                                                                                  |
| Forn de calç de la Forestal                               |              | Obra popular XX                        | Maçanet de Cabrenys Pel camí de les Salines, just després de la casa Forestal         | 42° 24′ 43″ N, 2° 45′ 01″ E / 42.411910°N,2.750169°E | IPA-39198     | Carregueu una nova foto d'aquest monument                                                                                                  |
| Mas la Costa de Dalt                                      |              | Obra popular XIX                       | Maçanet de Cabrenys                                                                   | 42° 23′ 16″ N, 2° 44′ 08″ E / 42.387768°N,2.735641°E | IPA-39199     | Carregueu una nova foto d'aquest monument                                                                                                  |
| Rec antic                                                 |              | Obra popular XIX                       | Maçanet de Cabrenys Pg. de Miquel Bernades                                            | 42° 23′ 04″ N, 2° 44′ 59″ E / 42.384317°N,2.749826°E | IPA-39200     | Carregueu una nova foto d'aquest monument                                                                                                  |
| El Mas, o Mas d'en Mas                                    |              | Obra popular XVIII                     | Maçanet de Cabrenys Bosc del Quintà, damunt la riera de l'Ardenya                     | 42° 23′ 24″ N, 2° 45′ 12″ E / 42.389989°N,2.753387°E | IPA-39207     | Carregueu una nova foto d'aquest monument                                                                                                  |
| Pont dels Cantenys                                        |              | Obra popular XX                        | Maçanet de Cabrenys Paratge del Solà dels Cantenys, sobre el Clot del Cau             | 42° 21′ 28″ N, 2° 43′ 59″ E / 42.357786°N,2.733186°E | IPA-39295     | Carregueu una nova foto d'aquest monument                                                                                                  |
| Ca l'Alemany                                              |              | Obra popular XVIII                     | Maçanet de Cabrenys C. de les Dòmines, 17                                             | 42° 23′ 08″ N, 2° 44′ 56″ E / 42.385474°N,2.748913°E | IPA-39333     | Carregueu una nova foto d'aquest monument                                                                                                  |
| Can Castells                                              |              | Obra popular XVIII                     | Maçanet de Cabrenys C. de les Dòmines, 15                                             | 42° 23′ 07″ N, 2° 44′ 57″ E / 42.385389°N,2.749129°E | IPA-39335     | Carregueu una nova foto d'aquest monument                                                                                                  |
| Can Muntada                                               |              | Obra popular XVIII                     | Maçanet de Cabrenys Ctra. de les Salines                                              | 42° 23′ 26″ N, 2° 45′ 02″ E / 42.390507°N,2.750418°E | IPA-39336     | Can Muntada (Maçanet de Cabrenys) · Vegeu més fotos d'aquest monument · Carregueu una nova foto d'aquest monument                          |
| Can Pitxó                                                 |              | Obra popular XVIII                     | Maçanet de Cabrenys A 400 metres a l'oest del nucli                                   | 42° 23′ 26″ N, 2° 45′ 02″ E / 42.390507°N,2.750418°E | IPA-39337     | Carregueu una nova foto d'aquest monument                                                                                                  |
| Can Viola de la Plaça, o Can Dalmau                       |              | Obra popular XIX Final, XVIII          | Maçanet de Cabrenys Pl. de la Vila                                                    | 42° 23′ 10″ N, 2° 44′ 53″ E / 42.385974°N,2.747961°E | IPA-39338     | Can Viola de la Plaça (Maçanet de Cabrenys) · Vegeu més fotos d'aquest monument · Carregueu una nova foto d'aquest monument                |
| Carrer de la Rectoria                                     |              | Obra popular XVII                      | Maçanet de Cabrenys C. de la Rectoria                                                 | 42° 23′ 14″ N, 2° 44′ 54″ E / 42.387130°N,2.748424°E | IPA-39339     | Carregueu una nova foto d'aquest monument                                                                                                  |
| Casa a la plaça de la Vila, 5                             |              | Obra popular XIX                       | Maçanet de Cabrenys Pl. de la Vila, 5                                                 | 42° 23′ 09″ N, 2° 44′ 53″ E / 42.385805°N,2.748007°E | IPA-39340     | Casa a la plaça de la Vila, 5 (Maçanet de Cabrenys) · Vegeu més fotos d'aquest monument · Carregueu una nova foto d'aquest monument        |
| Casa al carrer Burriana, 9                                |              | Obra popular XVIII                     | Maçanet de Cabrenys C. Burriana, 9                                                    | 42° 23′ 11″ N, 2° 44′ 55″ E / 42.386408°N,2.748499°E | IPA-39341     | Casa al carrer Burriana, 9 (Maçanet de Cabrenys) · Vegeu més fotos d'aquest monument · Carregueu una nova foto d'aquest monument           |
| Casa del carrer de les Dòmines, 15                        |              | Eclecticisme XIX                       | Maçanet de Cabrenys C. de les Dòmines, 15                                             | 42° 23′ 07″ N, 2° 44′ 57″ E / 42.385396°N,2.749129°E | IPA-39342     | Carregueu una nova foto d'aquest monument                                                                                                  |
| Plaça del Castell                                         |              | Obra popular XVI                       | Maçanet de Cabrenys Pl. del Castell                                                   | 42° 23′ 10″ N, 2° 44′ 51″ E / 42.386050°N,2.747550°E | IPA-39343     | Plaça del Castell (Maçanet de Cabrenys) · Vegeu més fotos d'aquest monument · Carregueu una nova foto d'aquest monument                    |
| Font de les Dòmines                                       |              | Obra popular XVIII                     | Maçanet de Cabrenys A prop del carrer de les Dòmines                                  | 42° 23′ 07″ N, 2° 44′ 55″ E / 42.385267°N,2.748744°E | IPA-39347     | Font de les Dòmines (Maçanet de Cabrenys) · Vegeu més fotos d'aquest monument · Carregueu una nova foto d'aquest monument                  |
| La Farga de l'Olivet                                      |              | Obra popular XIX                       | Maçanet de Cabrenys                                                                   | 42° 22′ 36″ N, 2° 44′ 39″ E / 42.37654°N,2.74424°E   | IPA-42993     | Carregueu una nova foto d'aquest monument                                                                                                  |
| Molí de Masdevall                                         |              | Obra popular XVIII-XX                  | Maçanet de Cabrenys                                                                   |                                                      | IPA-42994     | Carregueu una nova foto d'aquest monument                                                                                                  |